# Стефан Валєв
Стефан Ніколов Валєв (болг. Стефан Николов Вълев; [ˈstɛfɐn ˈnikolof ˈvɤlɛf]; 10 квітня 1935 — 3 березня 2009) — болгарський графік, ілюстратор та промисловий дизайнер, якого вважають одним із піонерів болгарського промислового дизайну. Протягом своєї кар'єри Валєв зробив вагомий внесок у розвиток цього напрямку в Болгарії, ставши справжнім новатором у своїй галузі.

## Біографія
Він народився в Раднево, місті неподалік від Стара-Загори на півдні Болгарії (тоді ще Болгарське царство). Його батько, Ніколя Валєв, був фармацевтом, який у 1946 році емігрував до Швейцарії з політичних причин. Решті родини не дозволили залишити Болгарію, і вони зазнали політичних репресій від комуністичного режиму. У 1956 році Стефана відправили до одного з комуністичних таборів Белене, розташованого на острові Персін на Дунаї, де він провів 14 місяців. Після цього він вступив до Національної академії мистецтв у Софії. Двічі його виключали з академії через політичні розбіжності з комуністичними догмами, але зрештою йому дозволили завершити навчання за спеціальністю настінного живопису під керівництвом Георгія Богданова.
Після завершення строкової військової служби Стефан Валєв кілька років працював як незалежний ілюстратор і графік. Згодом він приєднався до Центрального інституту промислової естетики (ЦИПЕ) у Софії, де працював графічним дизайнером, арт-директором і промисловим дизайнером у команді талановитих молодих митців, дизайнерів та інженерів. У 1965 році його призначили завідувачем кафедри «Наочна інформація та промислова графіка», яку пізніше перейменували на кафедру «Інформації». На цій посаді він працював до 1990 року.
Стефан Валєв створив численні інсталяції та декоративні елементи для Національного Палацу Культури та Похоронного Дому в Софії, а також розробив сотні логотипів, ілюстрацій, плакатів і промислових дизайнів. Він також є автором дизайну першого болгарського автомобіля Мото-купе та інших побутових товарів. Його роботи публікувалися в бюлетені «Дизайн» ЦИПЕ, журналі «Промисловий дизайн і декоративне мистецтво» та інших виданнях. Крім того, він оновив графічну ідентичність Державного агентства у справах болгар за кордоном і його журналу «Ехо».
Його високий професіоналізм дозволив йому стати членом кількох державних комісій, а також очолити Державну комісію з дизайну. Він був удостоєний Державної нагороди «Золоті руки» (Награда «Златни ръце») та інших почесних відзнак.
У 2008 році він випустив поетичну книгу під назвою «Вівтар руйнування» (болг. Олтара на опустошението) (ISBN 978-954-427-778-9), яку самостійно ілюстрував.